# Jorge Theiller
Jorge Walter Theiler (San José de la Esquina, 3 de março de 1965) é um ex-futebolista profissional argentino que atuava como defensor.

## Carreira
Jorge Theiller se profissionalizou no Newell's Old Boys.

## Seleção
Jorge Theiller integrou a Seleção Argentina de Futebol na Copa América de 1987.

## Títulos
Newell's Old Boys
- Primera División Argentina: 1987–88